# Latte (café)
Pour les articles homonymes, voir Latte.
Ne doit pas être confondu avec café au lait.

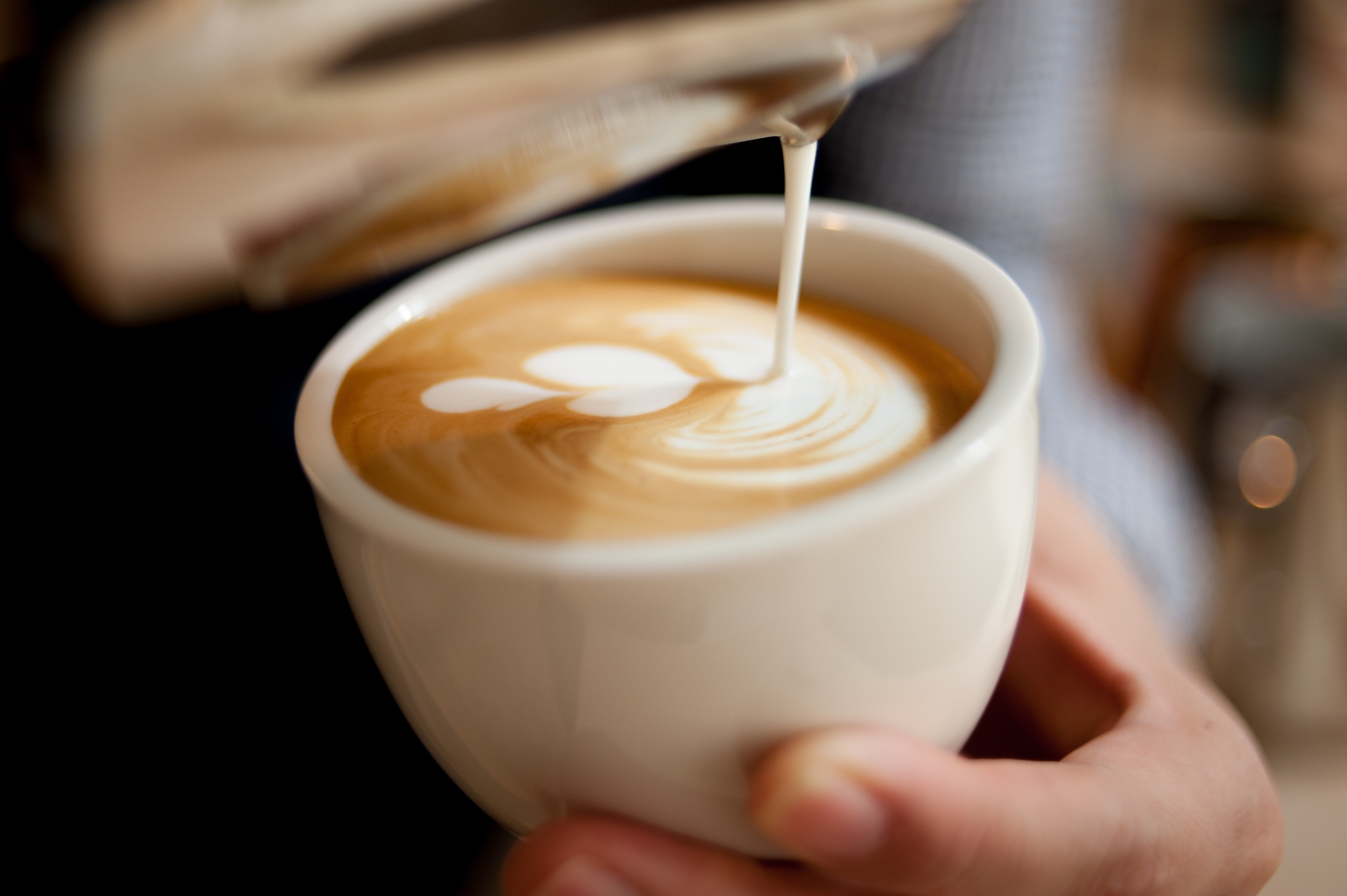
Illustration

Un latte, ou café latte (de l'italien caffè latte (prononcé : [kafˈfɛ ˈlatte]) ou caffelatte, approx. café au lait) est une boisson chaude faite avec du café espresso et du lait chauffé à la vapeur. 
Le latte art est une technique de dessin de motifs à la surface du café avec du lait.